# Diorygma wallamanensis
Diorygma wallamanensis är en lavart som beskrevs av A. W. Archer & Elix. Diorygma wallamanensis ingår i släktet Diorygma och familjen Graphidaceae.   Inga underarter finns listade i Catalogue of Life.